# Hypena fuliginosa
Hypena fuliginosa är en fjärilsart som beskrevs av Rothschild 1916. Hypena fuliginosa ingår i släktet Hypena och familjen nattflyn. Inga underarter finns listade i Catalogue of Life.